# Edekabank
Die Edekabank AG ist eine deutsche Universalbank und ein Unternehmen des Edeka-Verbundes mit Sitz im Edeka-Gebäude in der City-Nord in Hamburg.

## Geschichte
Gegründet wurde die Edekabank als Genossenschaft am 9. November 1914 in Berlin, um den genossenschaftlichen Mitgliedern des Edeka-Verbundes auch in der Krise des Ersten Weltkrieges einen Zugang zum Kapitalmarkt zu sichern. Die Finanzierung von Edeka-Einzelhändlern und Existenzgründungen innerhalb des Edeka-Verbundes ist bis heute das Kerngeschäft der Bank. Im Jahr 1972 erfolgte die Umwandlung in eine Aktiengesellschaft.
Die Edekabank-Gruppe besteht aus der Muttergesellschaft Edekabank AG und den Tochtergesellschaften Edeka Versicherungsdienst Vermittlungs-GmbH und Zahlungswerk GmbH sowie bis zum Verkauf zum 1. Oktober 2015 an die Albis Leasing AG auch die Edeka Leasing GmbH (jetzt LGH Leasinggesellschaft für den Handel mbH).
Mit einer Bilanzsumme von ca. 3,7 Milliarden Euro per 31. Dezember 2023 gehört die Edekabank zu den 100 größten Kreditinstituten im genossenschaftlichen Bankenverbund.
Die Edekabank hat die Rechtsform einer Aktiengesellschaft. Bei ihren Aktien handelt es sich um vinkulierte Namensaktien, die nicht an der Börse gehandelt werden. Anteilseigner sind die Edeka-Genossenschaften (50,2 %), die Edeka Zentrale Stiftung & Co. KG (41,4 %) und die DZ Bank AG (8,4 %).

## Geschäftstätigkeit
Die Bank ist das zentrale Finanzierungsinstitut des Edeka-Einzelhandels und im Privatkundengeschäft als Direktbank mit Online- und Telefonberatung aktiv.
Das Geschäftsgebiet der Edekabank erstreckt sich über die Bundesrepublik Deutschland. Für die Betreuung der Firmenkunden hat die Bank ihr Geschäftsgebiet in drei Regionalmärkte gegliedert. Die selbstständigen Einzelhändler werden in diesen Regionalmärkten von mobilen Firmenkundenberatern betreut.

### Firmenkundengeschäft
Zum Angebot gehören Zahlungsverkehr, Bargeldver- und -entsorgung, Geschäftskonten, Investitionskredite, Betriebsmittelkredite und Existenzgründer-Darlehen, aber auch Vermögensberatung und Vermittlung von öffentlichen Fördermitteln. Industrieversicherungen und Firmenrechtsschutzversicherungen sowie private Risikoabsicherungen für Unternehmer vermittelt die Edekabank AG über das Tochterunternehmen Edeka Versicherungsdienst Vermittlungs-GmbH.
Mit der Edeka Leasing GmbH bot die Edekabank AG Leasingmodelle für handelsspezifische Güter wie Kassen- und Kühlsysteme bis zur kompletten Markteinrichtung an.

### Privatkundengeschäft
Privatkunden werden von der Edekabank hauptsächlich mittels Internet und Telefon betreut. Im Hamburger Hauptsitz wurde zudem bis zur Schließung am 18. November 2016 eine Filiale mit Kundenhalle und Beratungsräumen betrieben. Im Zuge der Schließung des Schalters wurde die Schließfachanlage auf Selbstbedienungsbetrieb umgestellt.
Im Portfolio der Edekabank befinden sich alle üblichen Leistungen und Produkte im Zahlungsverkehrs-, Geldanlage- und Finanzierungsbereich. Die Bank bietet ein kostenloses Girokonto an.
Bis zur Einstellung zum Jahresende 2020 erfolgte bei dem Girokonto eine Rückvergütung von 1 % auf Einkäufe bei Edeka an (bis max. 50 Euro pro Jahr). Zum hundertjährigen Jubiläum im Jahr 2014 erhöhte die Edekabank die Rückvergütung zeitweise auf 2 % (bis max. 100 Euro im Jahr). Die Rückvergütung wurde bis zum 31. Dezember 2020 gezahlt. Anschließend wurde der Edeka-Einkaufsbonus eingestellt.
Kunden der Edekabank können kostenfrei Bargeld abheben an den über 19.000 Geldautomaten im genossenschaftlichen Bankcard-Servicenetz. Hierzu zählen auch die ca. 40 bankeigenen Geldautomaten, die in einigen größeren Edeka-Märkten aufgestellt sind. Die Edekabank ist Mitglied des Bundesverbandes der Deutschen Volksbanken und Raiffeisenbanken.
Über das Tochterunternehmen Edeka Versicherungsdienst Vermittlungs-GmbH erhalten Privatkunden zudem verschiedene Versicherungsprodukte.